# Sigmarszell
Sigmarszell – miejscowość i gmina w południowych Niemczech, w kraju związkowym Bawaria, w rejencji Szwabia, w regionie Allgäu, w powiecie Lindau (Bodensee), siedziba wspólnoty administracyjnej Sigmarszell. Leży w Allgäu, około 7 km na północny wschód od Lindau (Bodensee), przy drodze B308 i granicy z Austrią.

## Polityka
Wójtem gminy jest z Walter Matzner z CSU/Freie Bürgerschaft.
|      | CSU/Freie Bürgerschaft | Wählergemeinschaft Bösenreutin-Niederstaufen | Razem |
| 2008 | 7                      | 7                                            | 14    |